# Fiat Uno
O Uno é um automóvel compacto fabricado pela Fiat, lançado na Europa em 1983. Foi lançado no Brasil no ano seguinte, e sua nova geração (projetada no Brasil) só foi lançada em 2010, direcionada aos países da América Latina. A versão antiga foi produzida até dezembro de 2013 sendo vendida como Fiat Mille nome adotado inicialmente em 1990, quando adotou um motor com menos de 1 000cc no Brasil. O nome é uma referência ao número um em italiano.
Em 2021, a Fiat anunciou o fim das vendas do Uno no Brasil após 37 anos.

## Primeira Geração

### Projeto
Em 1978 a FIAT encomendou dois projetos para substituir o modelo 127. O projeto 143 foi entregue para o Centro Stile Fiat enquanto o projeto 144 foi encomendado junto ao escritório Italdesign, de Giorgetto Giugiaro. Desenvolvido internamente, o 143 pouco evoluiu. Já o 144 foi desenvolvido à partir do projeto do conceito Lancia Megagamma. Posteriormente os projetos 143 e 144 foram fundidos em um novo projeto batizado 146. Coube a Giorgetto Giugiaro (Italdesign) redesenhar o projeto 146. Os primeiros protótipos ficaram prontos no início da década de 1980 e foram exaustivamente testados (inclusive no Brasil ), percorrendo cerca de quatro milhões de quilômetros. 
O novo automóvel foi batizado de forma simples como "Uno", nome de uma das quatro plataformas de modelos FIAT:
| Plataformas FIAT (Década de 1980) | Plataformas FIAT (Década de 1980)           | Plataformas FIAT (Década de 1980) | Plataformas FIAT (Década de 1980)                |
| Plataforma                        | Modelo                                      | Nº de projeto                     | Design                                           |
| --------------------------------- | ------------------------------------------- | --------------------------------- | ------------------------------------------------ |
| Zero                              | Panda                                       | 141                               | Giorgetto Giugiaro e Aldo Mantovani (Italdesign) |
| Uno                               | Uno                                         | 146                               | Giorgetto Giugiaro (Italdesign)                  |
| Due                               | Tipo Coupé                                  | 160                               | Ercole Spada (I.De.A) Centro Studio FIAT (Coupé) |
| Tre                               | Tempra                                      | 159                               | Ercole Spada (I.De.A) Centro Studio FIAT (Coupé) |
| Quattro                           | Croma Saab 9000 Lancia Thema Alfa Romeo 164 | 154                               | Giorgetto Giugiaro (Italdesign)                  |

### Produção

#### Primeira Série (1983-1989)

FIAT Uno produzido através do sistema automatizado Robogate enquanto os operários observam (c.1983-1985). A adoção do Robogate permitiu a FIAT reduzir custos, porém causou demissões em massa em suas fábricas na Itália e enfraqueceu o movimento sindical italiano.

Em meados de 1982 o Uno foi aprovado para produção. A apresentação oficial do novo modelo ocorreu no Cabo Canaveral em 20 de janeiro de 1983. Para realizar a produção do Uno, a FIAT investiu 1 trilhão de liras italianas na modernização e automatização das fábricas de  Mirafiori e Rivalta. Com 172 peças, o Uno passou a ser montado por robôs, através do sistema Robogate, desenvolvido pela FIAT para a automação da produção de automóveis. Cada robô do sistema Robogate possuía capacidade de trabalho equivalente a 2,5 operários humanos. Com isso, a FIAT passou a realizar demissões em suas fábricas. A fábrica de Mirafiori, por exemplo, viu sua mão de obra diminuir de 57 mil operários em 1980 para 36 mil em 1988 e cerca de 30 mil em 1991.
O primeiro modelo do Uno na Itália (Uno 45) foi lançado com o motor Fiat 100, já naquela época com trinta anos de mercado. Ao mesmo tempo a FIAT desenvolvia um novo motor. Lançado em 1985, o FIRE (Fully Integrated Robotised Engine) foi o motor padrão do Uno até o final de sua produção na Itália em 1995, sendo desenvolvido para a linha de montagem automatizada "Robogate". Em uma disputa acirrada, o Uno venceu o prêmio Carro do Ano de 1984 com 346 votos enquanto o Peugeot 205 obteve 325.

#### Segunda Série (1989-1995)
A FIAT apresentou o Uno remodelado no Salão do Automóvel de Frankfurt de 1989. Com o lançamento do Tipo em 1988, a FIAT remodelou o Uno para se aproximar esteticamente do novo modelo.
Em 1993 a FIAT apresentou o substituto do Uno. Batizado Punto, o novo automóvel foi programado para substituir progressivamente o Uno até o final de 1995. O último FIAT Uno saiu de produção na Italia em 1995. Naquele momento haviam sudo produzidos mais de seis milhões de exemplares.

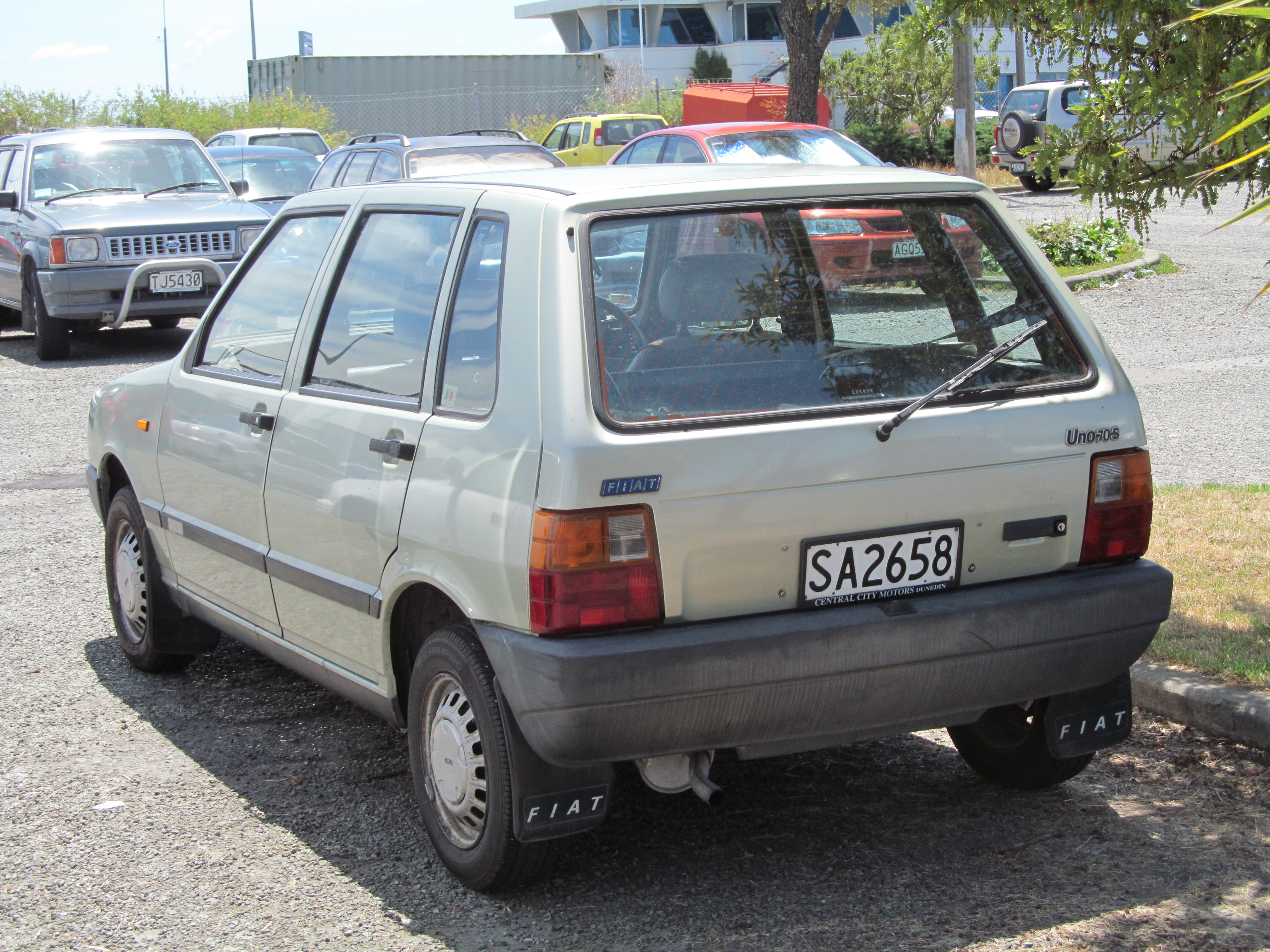
Vista traseira do Uno (Primeira Série)
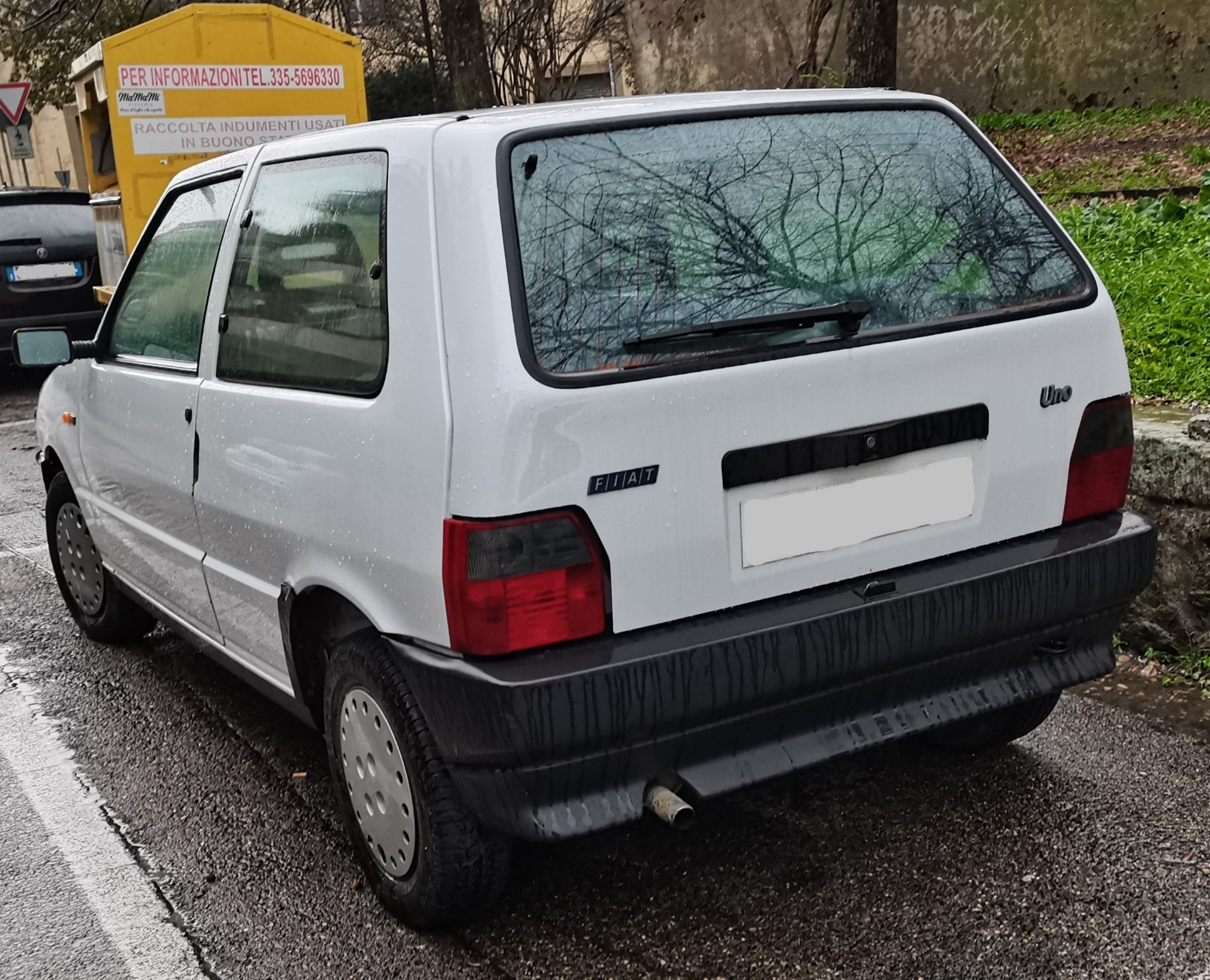
Vista traseira do Uno (Segunda Série)
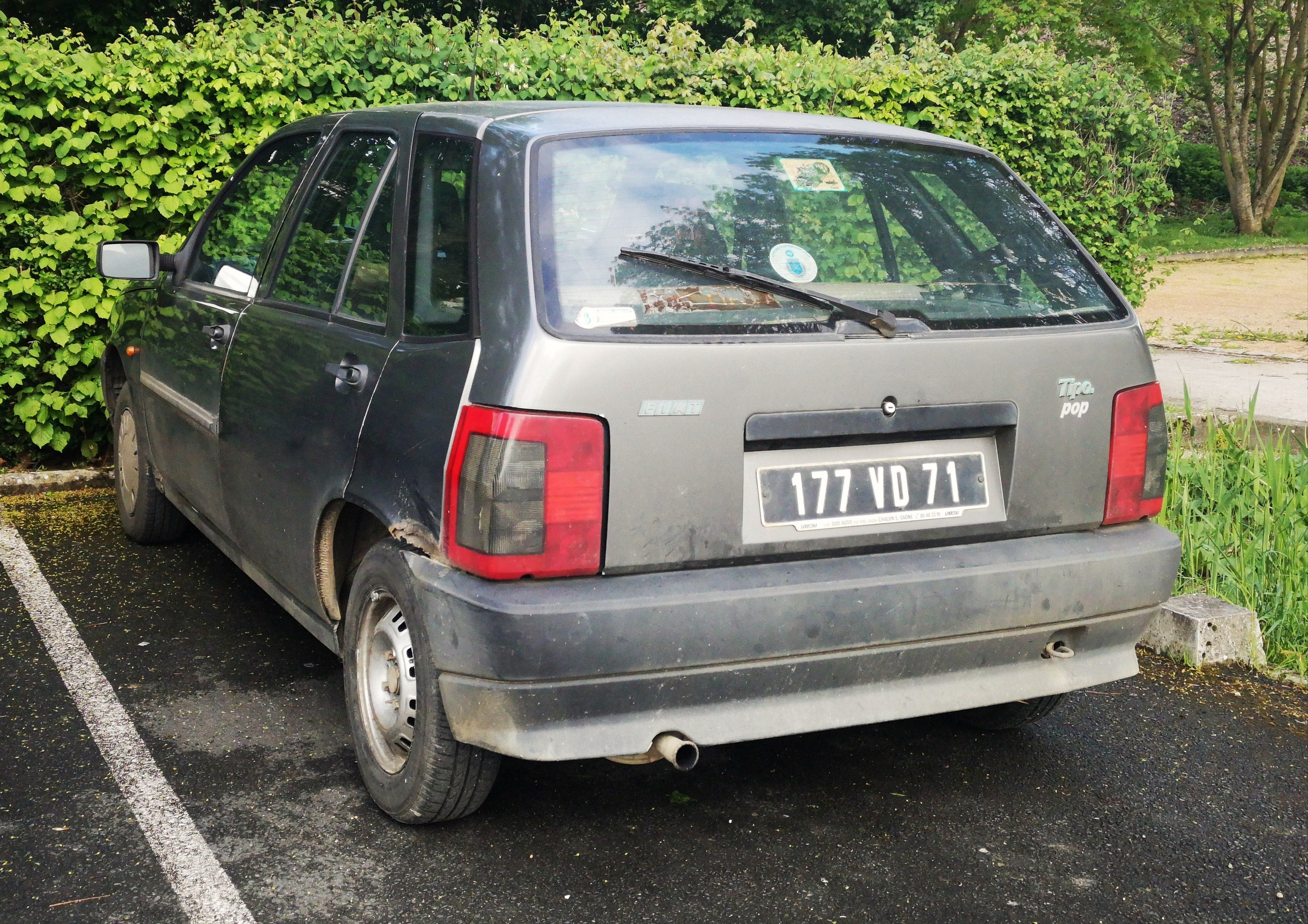
Vista traseira do Tipo

#### Brasil
Em outubro de 1981 surgiram os primeiros rumores sobre a produção do novo projeto mundial da FIAT no Brasil, com produção prevista para o final de 1983 e ou início de 1984. No ano seguinte, dois protótipos do Uno foram flagrados pela revista Quatro Rodas no interior de Minas Gerais, indicando que a FIAT estudava a fabricação do novo modelo no Brasil.Durante o lançamento do sedã Oggi no Rio de Janeiro em maio de 1983, a filial brasileira confirmou o lançamento do Uno no país até 1984.
Enquanto na Itália era desenvolvido o motor FIRE para emprego no Uno, a Fiat Automóveis S/A (Fiasa) optou por manter o motor Motor Fiasa em produção para equipar o Uno brasileiro. Desenvolvido em 1976 pelo engenheiro Aurelio Lampredi, o Fiasa tinha apenas oito anos de mercado e era robusto e confiável. Além disso, a FIAT foi fortemente afetada pela Crise econômica brasileira no início da década de 1980, com uma queda de 35% das vendas entre 1980 e 1981, demissões de milhares de trabalhadores e o Uno era parte do projeto de recuperação econômica e de mercado da empresa. A opção pelo motor FIRE obrigaria a FIAT a investir em uma nova fábrica em um momento de poucos recursos e foi postergada na linha brasileira da empresa até o ano 2000.
Durante a sessão de testes feita no Brasil, a FIAT descobriu que os amortecedores da suspensão traseira duravam apenas 5 mil quilômetros (quando deveriam durar 30 mil quilômetros). Enquanto a matriz na Itália remodelava a suspensão para se adequar ao terreno brasileiro, a filial em Betim optou por adaptar o projeto da suspensão traseira do 147 no Uno. Após indecisão, a FIAT contratou o jornalista e ex-piloto Paul Frère para avaliar dois Uno idênticos externamente: um com a suspensão idealizada na Itália e outro com a suspensão do 147 adaptada no Brasil. Frère testou os dois automóveis no circuito de La Mandria e aprovou o projeto brasileiro.
O lançamento do Uno no Brasil ocorreu em 17 de agosto de 1984 em um evento no Rio de Janeiro, tendo como anfitrião o automobilista Emerson Fittipaldi.
Entre 1984 e 2013 foram construídos 3,7 milhões de unidades do Uno na fábrica de Betim.
| Produção do FIAT Uno no Brasil (1984-2013) | Produção do FIAT Uno no Brasil (1984-2013) | Produção do FIAT Uno no Brasil (1984-2013) | Produção do FIAT Uno no Brasil (1984-2013) |
| Ano                                        | Quantidade                                 | Ano                                        | Quantidade                                 |
| ------------------------------------------ | ------------------------------------------ | ------------------------------------------ | ------------------------------------------ |
| 1984                                       | 19 804                                     | 2000                                       | 109 981                                    |
| 1985                                       | 31 044                                     | 2001                                       | 123 764                                    |
| 1986                                       | 34 822                                     | 2002                                       | 98 376                                     |
| 1987                                       | 37 243                                     | 2003                                       | 94 838                                     |
| 1988                                       | 74 502                                     | 2004                                       | 106 927                                    |
| 1989                                       | 84 729                                     | 2005                                       | 139 726                                    |
| 1990                                       | 104 981                                    | 2006                                       | 128 393                                    |
| 1991                                       | 101 574                                    | 2007                                       | 147 555                                    |
| 1992                                       | 92 295                                     | 2008                                       | 156 393                                    |
| 1993                                       | 151 172                                    | 2009                                       | 179 774                                    |
| 1994                                       | 234 340                                    | 2010                                       | 250 247                                    |
| 1995                                       | 253 233                                    | 2011                                       | 308 613                                    |
| 1996                                       | 204 300                                    | 2012                                       | 260 818                                    |
| 1997                                       | 88 328                                     | 2013                                       | N/D                                        |
| 1998                                       | 61 353                                     | Total                                      | 3 756 388                                  |
| Fonte: FIAT Automóveis S/A                 |                                            |                                            |                                            |

### Mecânica
De início apenas com três portas, mantinha as linhas do modelo italiano, mas com uma importante diferença: o capô envolvia parte dos para-lamas, o que permitia a acomodação do estepe no compartimento do motor como no 147, de maneira a ampliar o porta-malas e evitar o incômodo de ter de descarregá-lo.
Por conta da localização do estepe, a entrada de ar para a cabine precisou ser deslocada do centro, como no original italiano, para a direita, em zona de menor pressão aerodinâmica. Assim, a geração interna acabou não sendo o forte da versão brasileira, devido à menor captação de ar. Mesmo assim o Uno representava enorme evolução sobre o retilíneo 147, a começar pela redução do Cx de 0,50 para apenas 0,36—pior que na Europa, pois o modelo brasileiro era 15 mm mais alto --, passando pelo conforto de rodagem, segurança ativa e passiva, visibilidade e posição de dirigir, em que o volante assumia posição mais "normal", menos horizontal. No entanto foi, de início, rejeitado por muitos, que lhe atribuíram o apelido de "botinha ortopédica" em função do formato da carroceria bem diferente do que existia até então. O limpador de para-brisa único, curioso já na época, permanece até hoje sem similares em carros nacionais.

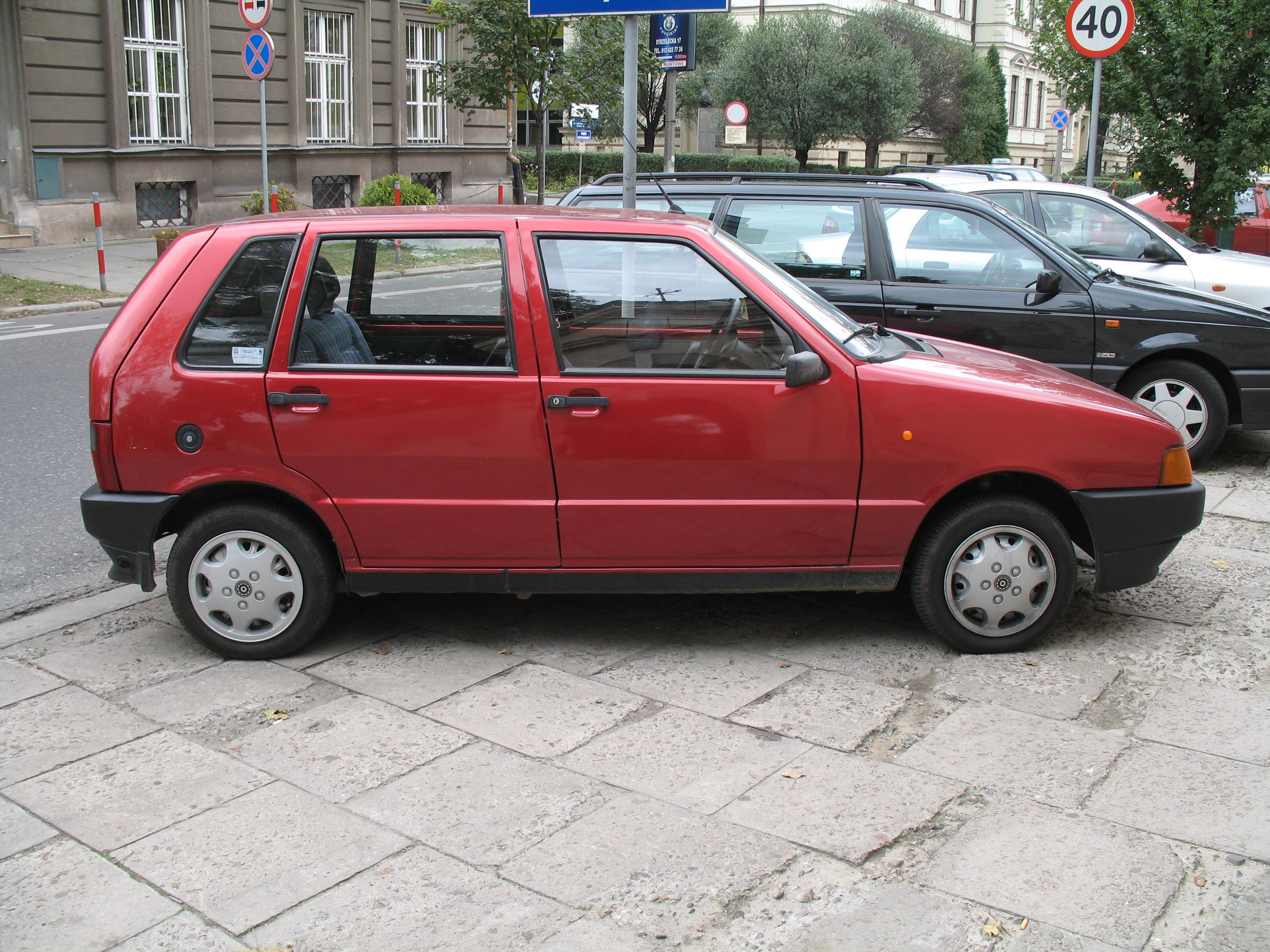
O Nome Uno em evidência no carro, indicando que o carro é um modelo antes da reestilização em questão de nome e carroceria.

Outras alterações do projeto original, de ordem mecânica, previam melhor adaptação do carro às condições nacionais de rodagem, além do aproveitamento de componentes do 147. Deste vinham os motores de 1 048 cm³ a gasolina (52 cv, 7,8 m.kgf), para a versão S, e de 1 297 cm³ a gasolina (58,2 cv, 10 m.kgf) e a álcool (59,7 cv, 10 m.kgf), para as versões S e CS. Com desempenho razoável (velocidade máxima entre 130 e 140 km/h), tinham na economia de combustível seu destaque.
O Uno brasileiro também herdava de seu antecessor a suspensão traseira independente com feixe de molas transversal atendendo os dois lados da suspensão. A Fiat dizia ter constatado em testes que os amortecedores do italiano não duravam mais que 5 000 km sob uso intensivo, optando por trocar toda a suspensão. E foi ela a responsável pela mudança no capô que permitiu o estepe no compartimento do motor: não havia espaço para a roda-reserva e sua caixa sob o porta-malas, como entre os braços do eixo de torção do italiano.
Se com a nova suspensão o Uno ganhava em robustez, por outro lado perdia em conforto de marcha e continuava, como no 147, a exigir alinhamento periódico das rodas traseiras, sob pena de desgaste prematuro dos pneus e prejuízo à estabilidade. Outra característica desta suspensão era a tendência de tornar a cambagem mais negativa (rodas mais afastadas no ponto de contato com o solo) à medida que o feixe de molas cedia, por acréscimo de carga ou tempo de uso. Tudo isso seria abandonado no Palio, que passaria ao eixo de torção como no Uno italiano.
A produção do Uno trazia um avanço em relação à do 147. Em vez de 470 operações de prensa para construir a carroceria monobloco, agora eram apenas 270, redução expressiva que significava também menos soldas, aumentando a resistência do conjunto.

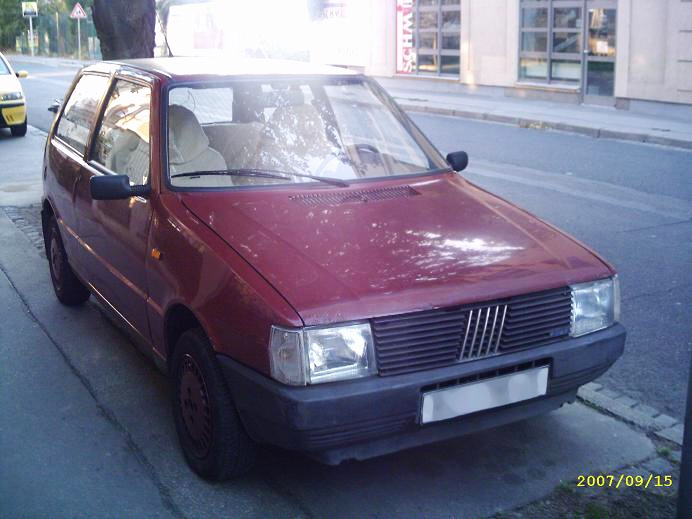
Fiat Uno

## Primeira geração
Seu projeto começou a ser desenvolvido no final dos anos 1970, fruto de uma competição entre dois centros de estilo europeus, ganha finalmente pela Italdesign Giugiaro, do projetista Giorgetto Giugiaro. A versão definitiva do Uno foi lançada em 1983 na Europa, para substituir naquele continente o Fiat 127. No ano seguinte, o carro foi lançado no Brasil com o objetivo de suceder o Fiat 147, trazendo pequenas mudanças em relação ao modelo europeu, como novo capô devido à posição do estepe, o qual é localizado no porta-malas do europeu, disposição impossível no nacional devido ao conjunto de suspensão diferente na versão nacional.
Lançado inicialmente em 3 versões (S, CS e SX, a última com apelo mais esportivo), foi inicialmente rejeitado pelos consumidores tradicionais, que não aceitaram o fato do carro ser tão diferente do que era visto pelas ruas, e logo o veículo foi apelidado de “Botinha Ortopédica”. No Brasil o Uno serviu de base para uma família de veículos composta pelo sedan Prêmio, a perua Elba e Fiorino nas versões picape e furgão, sendo o último também vendido até hoje no Brasil, com carroceria baseada no Novo Uno.
O início do sucesso do pequeno da Fiat, porém, só começaria em agosto de 1990, quando motores entre 800 a 1000 cm³ tiveram alíquota de IPI reduzida de 40% para 20% pelo governo, o que levou a marca a apresentar, em apenas 60 dias, a versão 1 L do carro, com uma versão do motor Fiasa produzida para exportação. Era o Fiat Mille, versão mais despojada do então modelo de entrada, a versão S, com motor um pouco mais fraco e, inicialmente, apenas com duas portas.
Essa versão foi responsável pela popularização do automóvel. O Mille virava referência de mercado para os modelos populares.
Em 1992 surgem as versões S e CS 1.5ie, dotadas de injeção eletrônica digital monoponto. No caso do Mille, a Fiat lança a versão Electronic, utilizando somente a ignição mapeada, mas mantendo o carburado de corpo duplo da versão Brio.
Em 1994, a primazia do turbo: primeiro carro nacional produzido em série com turbocompressor de fábrica, tinha motor italiano de 1 372 cm, radiador de ar e óleo, novo câmbio Termoli já lançado em outros modelos da linha Fiat, tinha 118cv e 17,5mkgf de torque. A Fiat oferecia curso de pilotagem aos proprietários.
Previsto para sair de linha em 1996, sobreviveu à chegada do sucessor Fiat Palio, porém em versão única de entrada.
Em 2000, o Uno recebeu mais uma versão, a Smart, essa versão, o Uno ganhou o interior todo cinza, foi produzido por apenas 1 ano, no final de 2001, modelo 2002 chegou a versão Fire, além do motor, o Uno ganhou o interior azulado, volante, caixa de direção, chave de setas, botão do pisca alerta, painel branco, chave azul, grade dianteira e retrovisores do Pálio.
Em 2002 recebe o eficiente motor FIRE, aposentando o Fiasa.
Em 2004 recebe um polêmico face-lift na dianteira e traseira, sendo alterados a tampa e as lanternas traseiras, além da dianteira, que não combinava com as linhas retilínias originais com seus novos faróis, lanternas e grade.
Em 2008, a Fiat lança a versão Economy, com as novidades: quinta marcha mais longa, pneus de baixo atrito e óleo menos viscoso, além de válvulas e bielas mais leves, molas de válvulas menos resistentes, novo coletor de escape e marcha-lenta reduzida de 850 para 750 rpm, além de geometria alterada na suspensão e econômetro no painel, contribuindo para redução de consumo de combustível.
Em 2013, a Fiat lança a versão Xingu para o modelo Way.
Em 2013 é lançada a edição especial chamada Grazie Mille com apenas 2 000 unidades e se encerra a produção do Mille devido as regras de ABS e Airbag para todos os veículos fabricados a partir de 2014.
Em 2010, a Fiat lança a segunda geração com motores 1.0 e 1.4 Fire Evo, nas versões Vivave, Atrattive e Way.
Em 2011 é lançada a versão 1.4 Economy.
Em 2015 é feita uma reestilização e a Fiat traz o câmbio automatizado Dualogic e a versão Evolution com sistema Start-Stop.
Em 2017, a Fiat lança nova reestilização e novos motores Firefly 1.0 de 3 cilindros (72/77cv) e 1.3 de 4 cilindros (101/109cv).
Em 2018 chega o novo câmbio GSR em substituição ao Dualogic.
Em 2021 o Uno perde as versões Way 1.0 e 1.3 ficando apenas com a versão Attractive 1.0 Fire. No final do ano, a Fiat anunciou a despedida do Uno, com uma série especial chamada Ciao, de apenas 250 unidades numeradas.

### Grazie Mille
Com a obrigatoriedade do airbag duplo frontal e do sistema de freios antiblocantes (ABS) em 2014, a Fiat decide encerrar a carreira do Mille. Mesmo o modelo tendo recebido os acessórios nos modelos para exportação, a Fiat decide não mais investir em seu automóvel de entrada, e assim decide lançar uma versão de despedida, batizada de Grazie Mille ( "Muito Obrigado", em italiano). O modelo conta com todos os opcionais disponíveis, painel exclusivo com conta-giros no lugar do econômetro, e numeração dos modelos fabricados.

## Segunda Geração

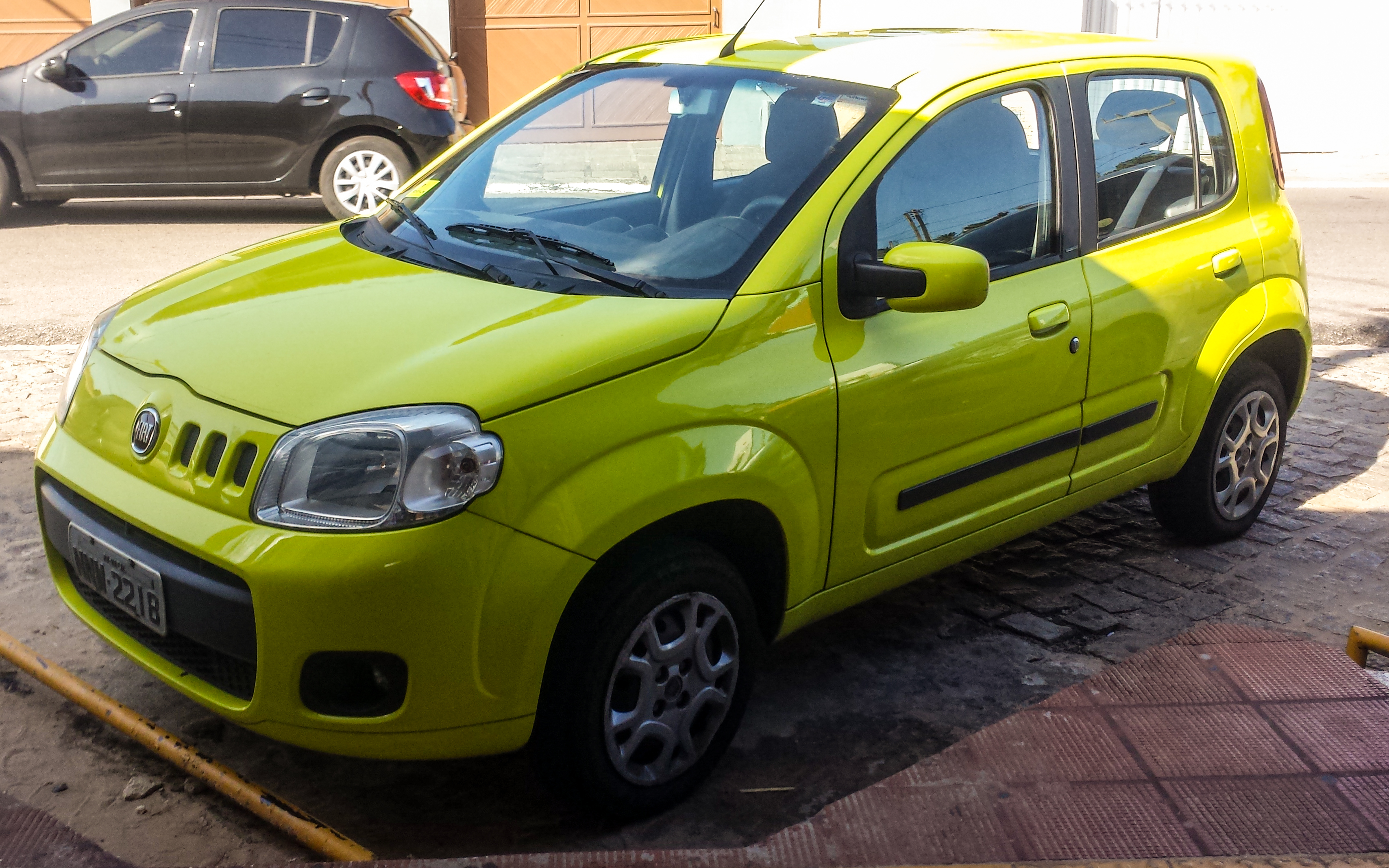
Novo Uno

Os primeiros rumores sobre a produção de um novo modelo da FIAT surgiram em 2006, especulando-se que a segunda geração do Panda (projeto 169) seria lançada no Brasil. A FIAT negou o interesse em nacionalizar o Panda, por conta do perfil exclusivamente urbano e pequeno do modelo. Desde 2008 a FIAT desenvolvia em segredo o sucessor do Uno Mille para ser lançada em 2010. Apesar do projeto, a FIAT Automóveis prometia manter a primeira geração do Uno Mille em produção até 2014. O projeto foi batizado internamente com o código 327 e passou a ser desenvolvido entre 2008 e 2009.
Em 2010, surgiu o Novo Uno. Uma geração totalmente nova que procurava ser uma releitura da geração anterior, adotando o conceito do “Round Square”, tendência de estilo já adotada por veículos como o Kia Soul e o Scion xB, esse último inexistente no Brasil. O objetivo dessa nova geração, que veio para conviver com a antiga, foi o de rejuvenescer o nome, tornar o carro mais atraente para o público jovem, dando a ele um apelo mais esportivo e juvenil, enquanto a geração antiga é mais focada nos consumidores racionais, que precisam de um robusto meio de transporte. A nova geração ganhou face-lift em 2014, além de ter dado origem a 3ª geração do Fiat Fiorino brasileiro.
A terceira geração do Uno estava sendo desenvolvida quando surgiu a crise provocada pela Pandemia de COVID-19. Dessa forma, a FIAT decidiu encerrar a produção do Novo Uno e focar seus esforços na promoção do Mobi.

## Versões
O Uno está disponível em várias versões, em 3 e 5 portas:
Uno/Mille:
- Uno S
- Uno CS
- Uno CS Top
- Uno CSL
- Uno ELX
- Uno SX
- Uno 1.5 R
- Uno 1.6 R
- Uno Mille
- Mille Brio
- Uno Turbo i.e.
- Mille Eletronic
- EP
- EX
- Smart
- Mille i.e.
- Mille Fire
- Mille Economy
- Mille Way
- Grazie Mille

Novo Uno:
- Novo Uno Economy 1.0
- Novo Uno Vivace 1.0 EVO
- Novo Uno Attractive 1.4 EVO (fabricado até 2012)
- Novo Uno Economy 1.4 EVO
- Novo Uno Way 1.0
- Novo Uno Way 1.0 EVO (em 2013 só 5p)
- Novo Uno Way 1.4 EVO (em 2013 só 5p)
- Novo Uno Sporting 1.4 EVO (em 2013 só 5p)
- Novo Uno Evolution 1.4 Start-Stop
- Novo Uno 1.0 Attractive 1.0 Fire
- Novo Uno 1.0 Attractive 1.0 Firefly
- Novo Uno 1.0 Way Firefly
- Novo Uno 1.3 Sporting Firefly
- Novo Uno 1.3 Sporting GSR Firefly
- Novo Uno 1.3 Way Firefly
- Novo Uno 1.3 Way GSR Firefly

## Galeria

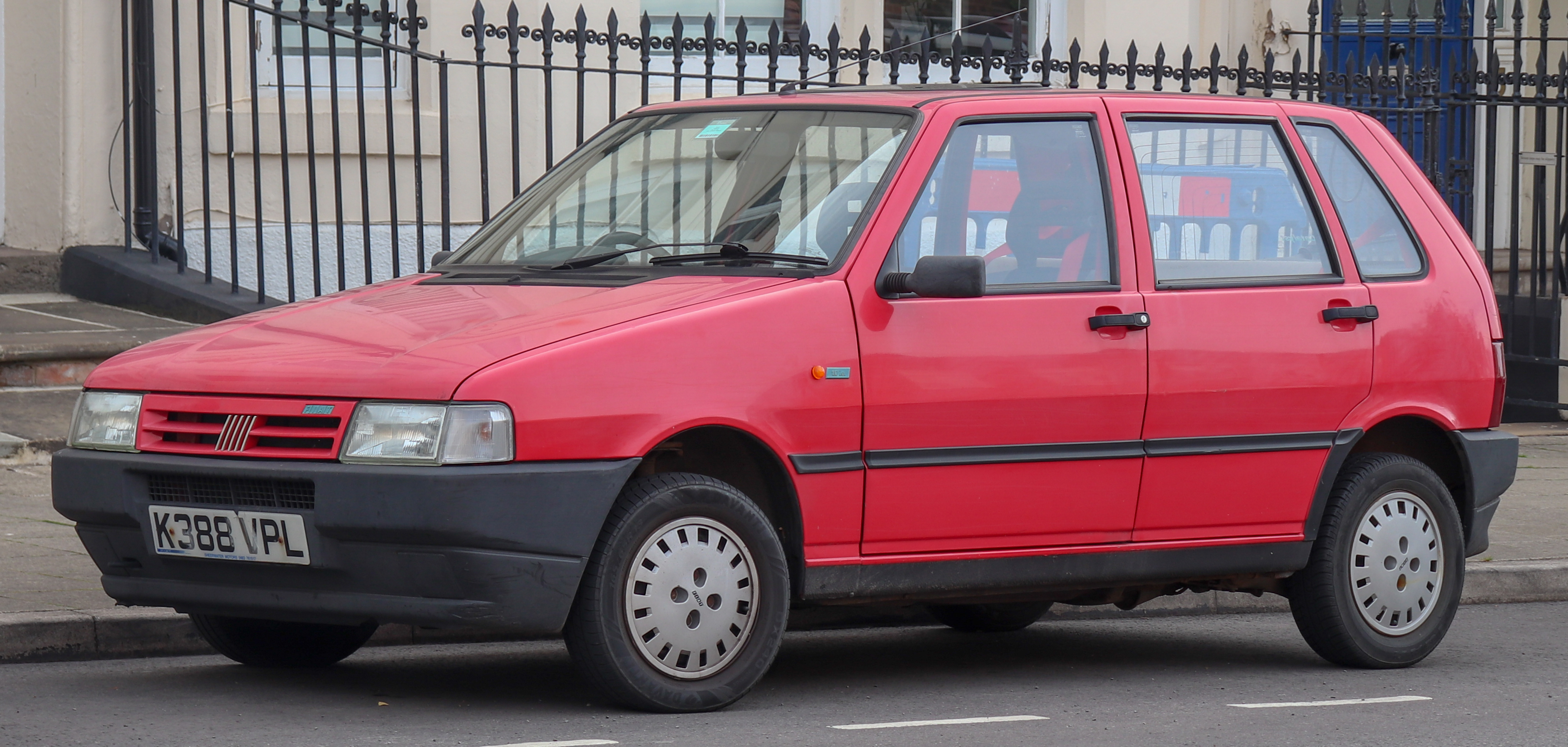
Fiat Uno
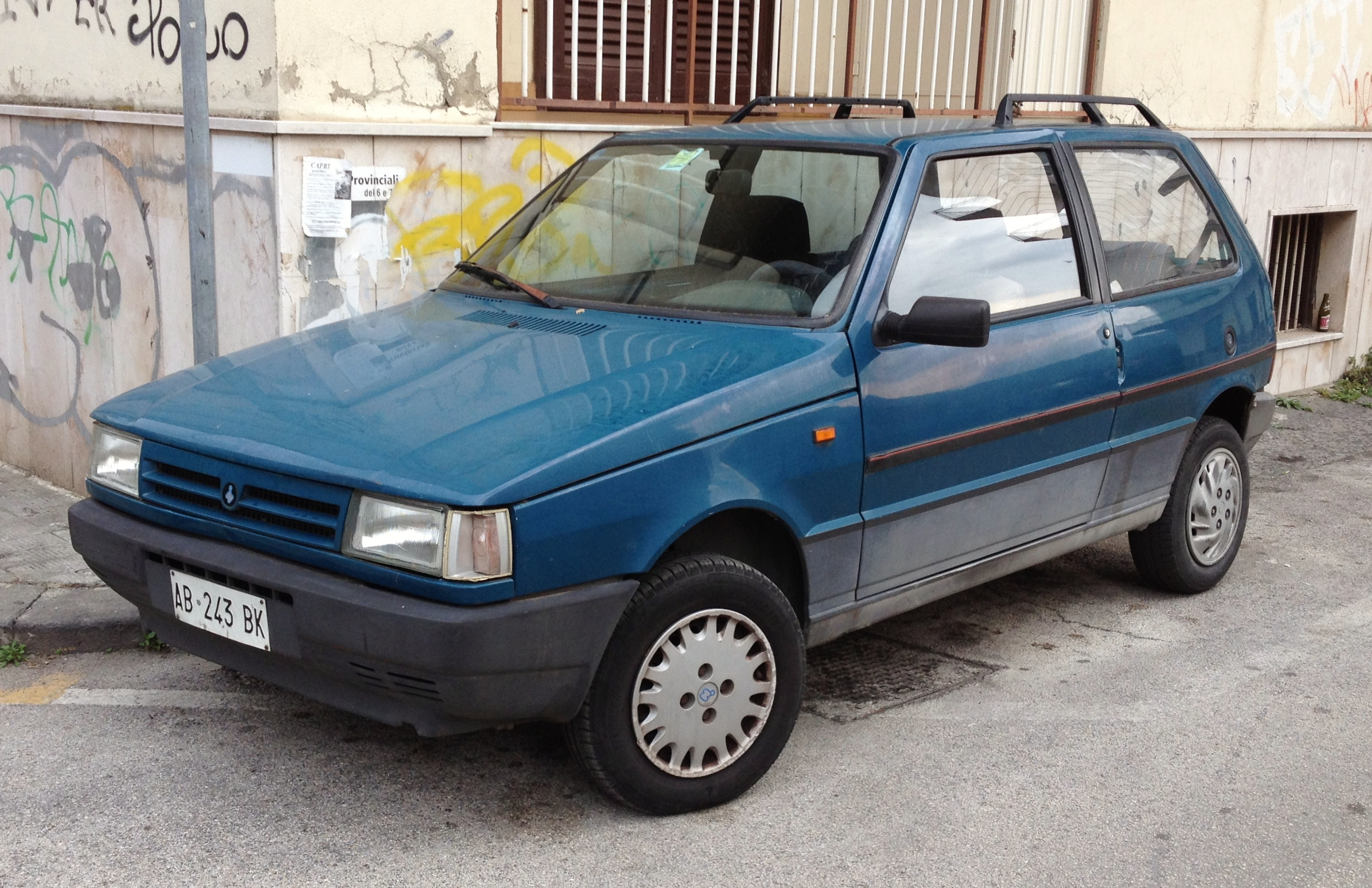
O Fiat Uno Mille também foi vendido na Europa como Innocenti Mille
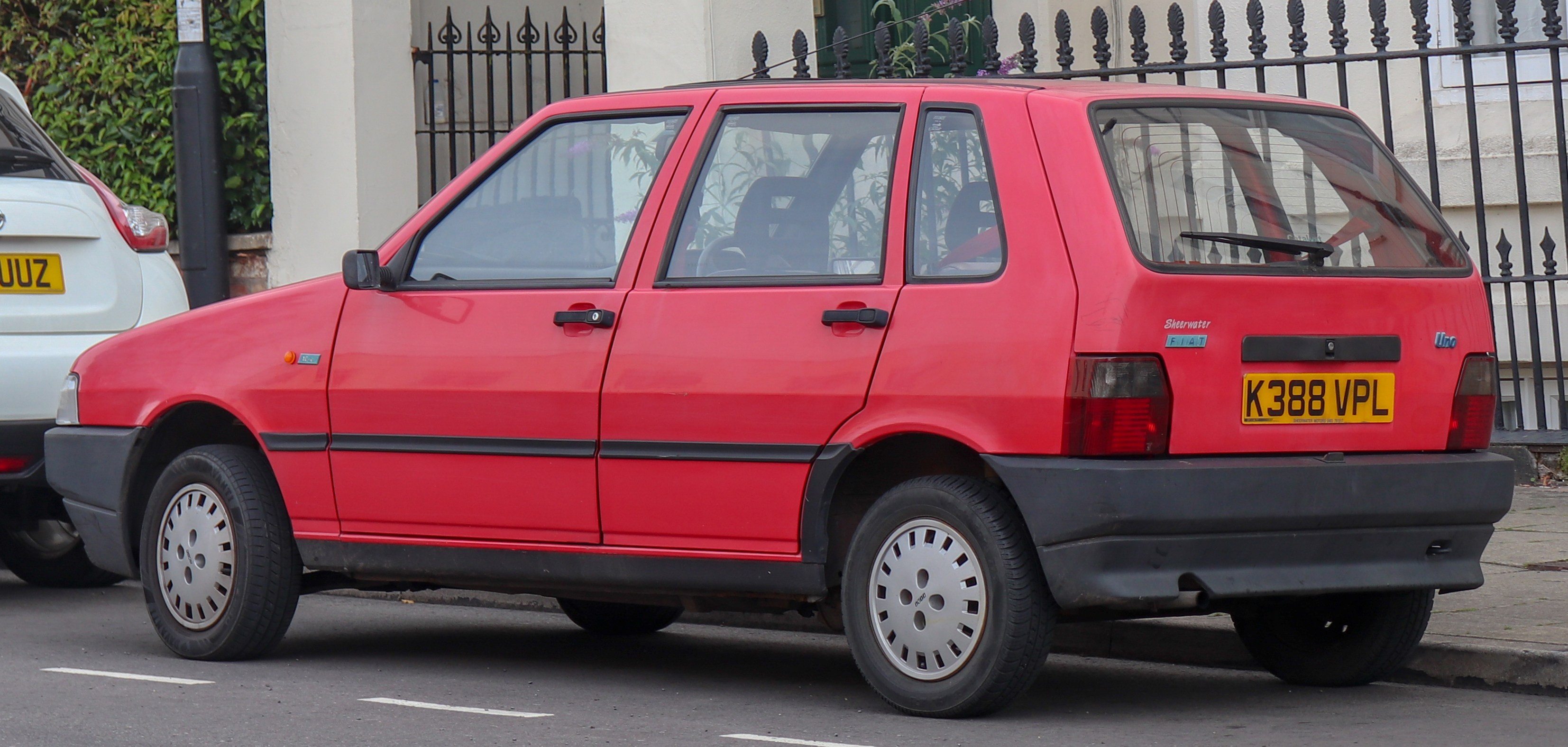
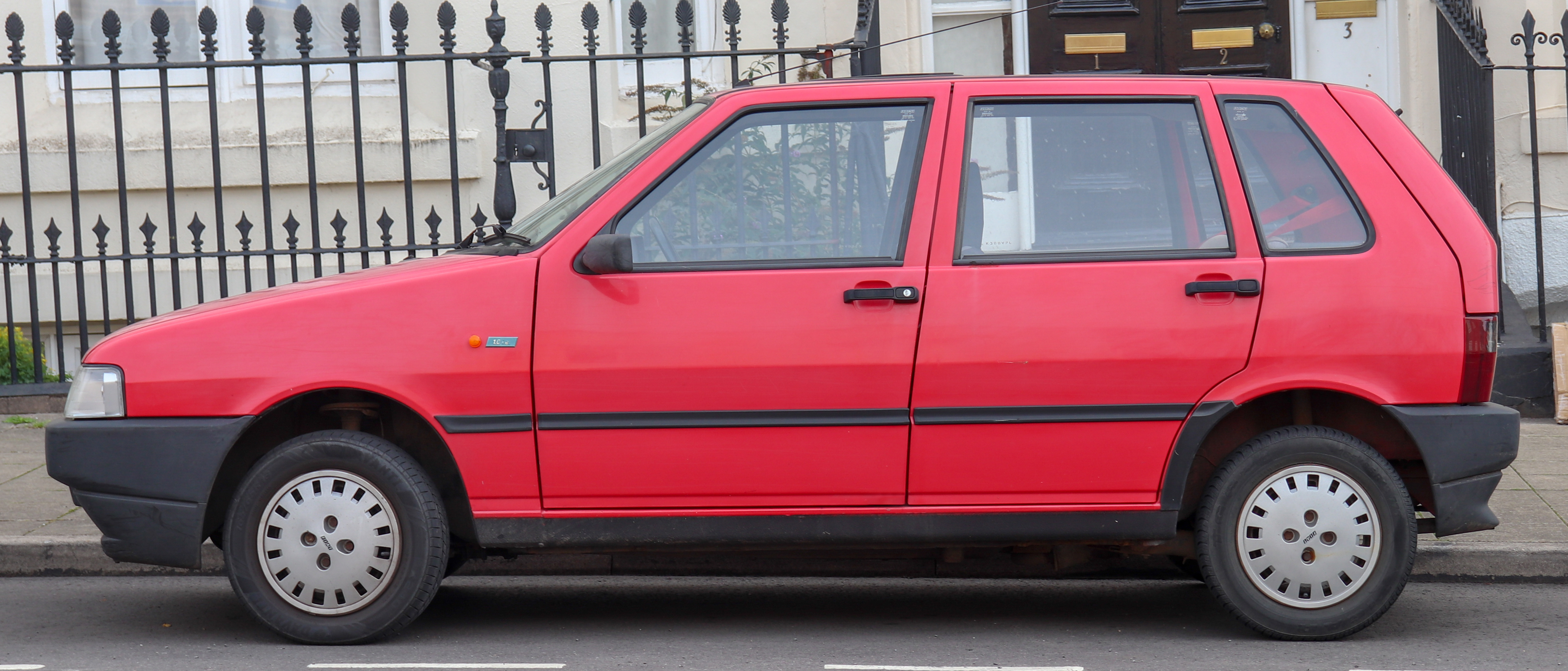
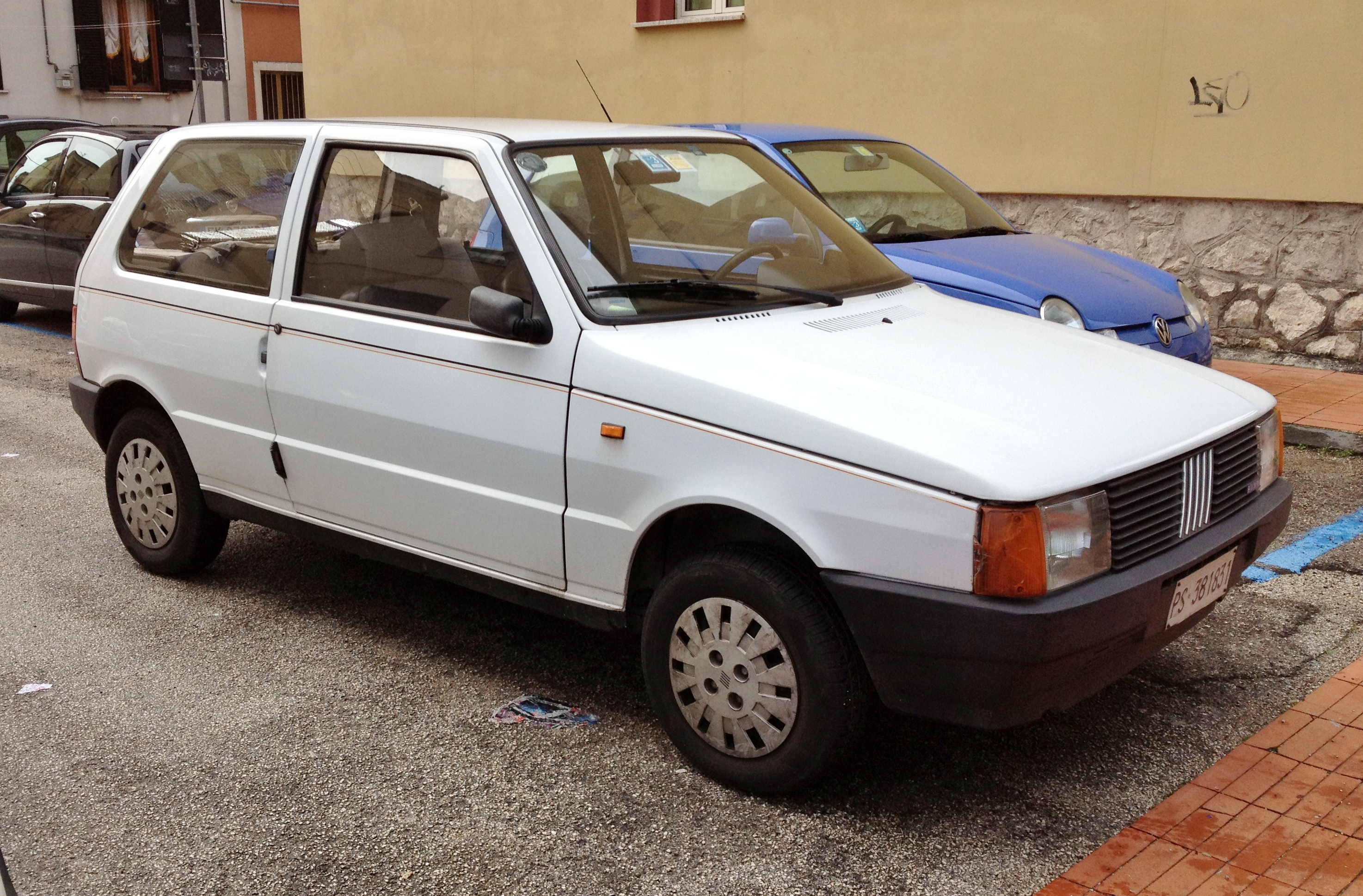
Fiat Uno CS Brasileiro
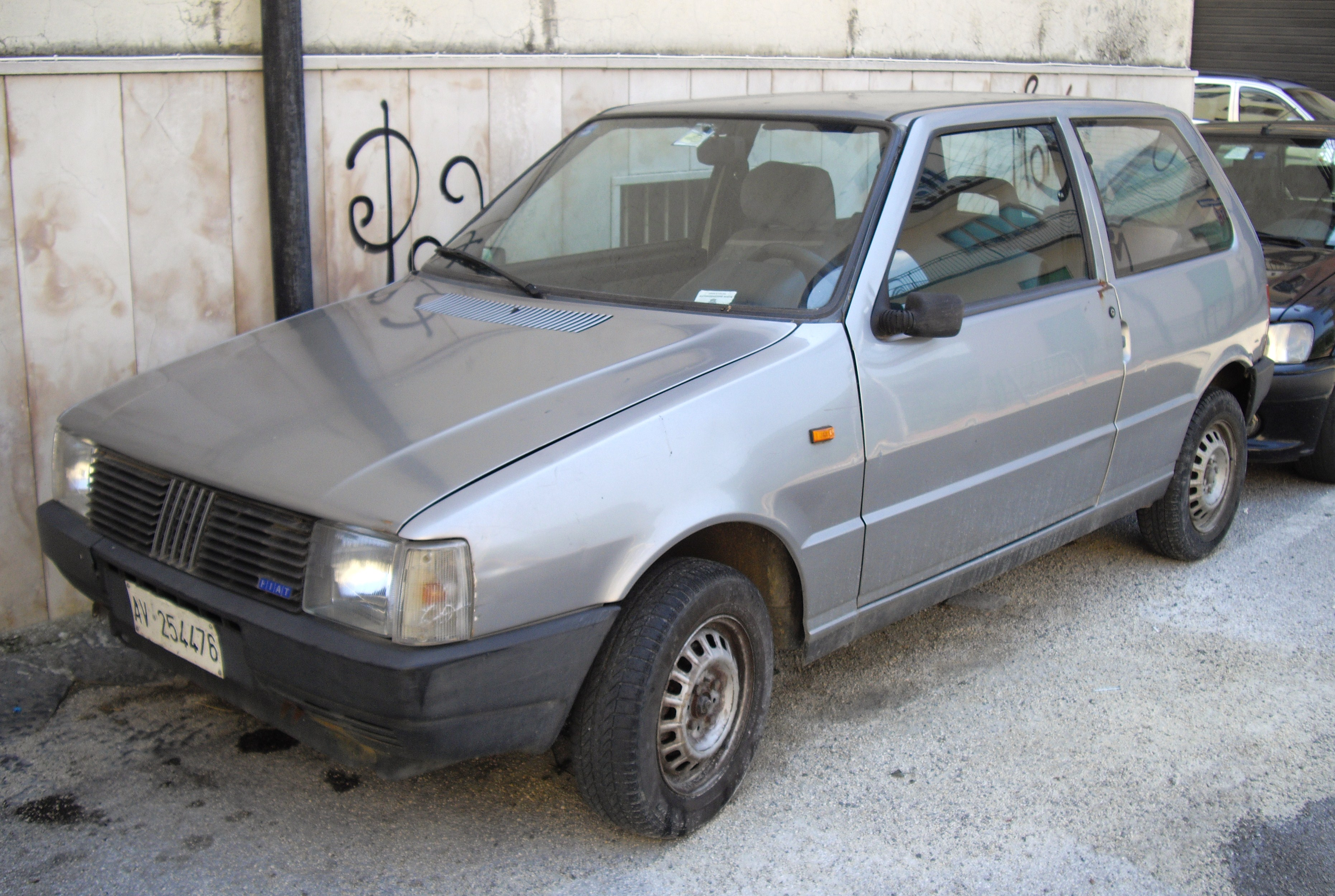
Uno 60 SX Diesel (modelo não-disponível no Brasil)
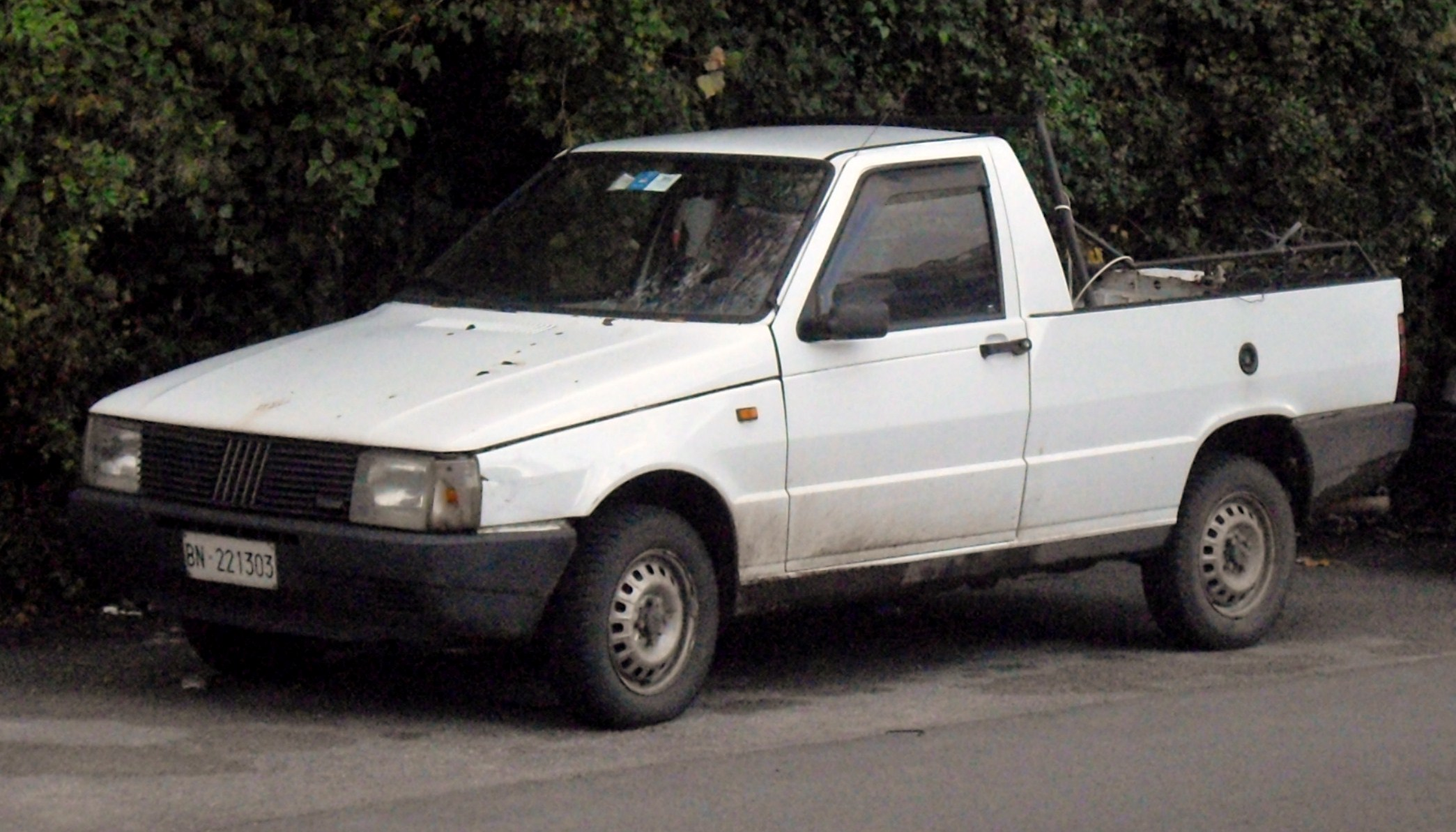
Fiat Fiorino, a picape do Uno.
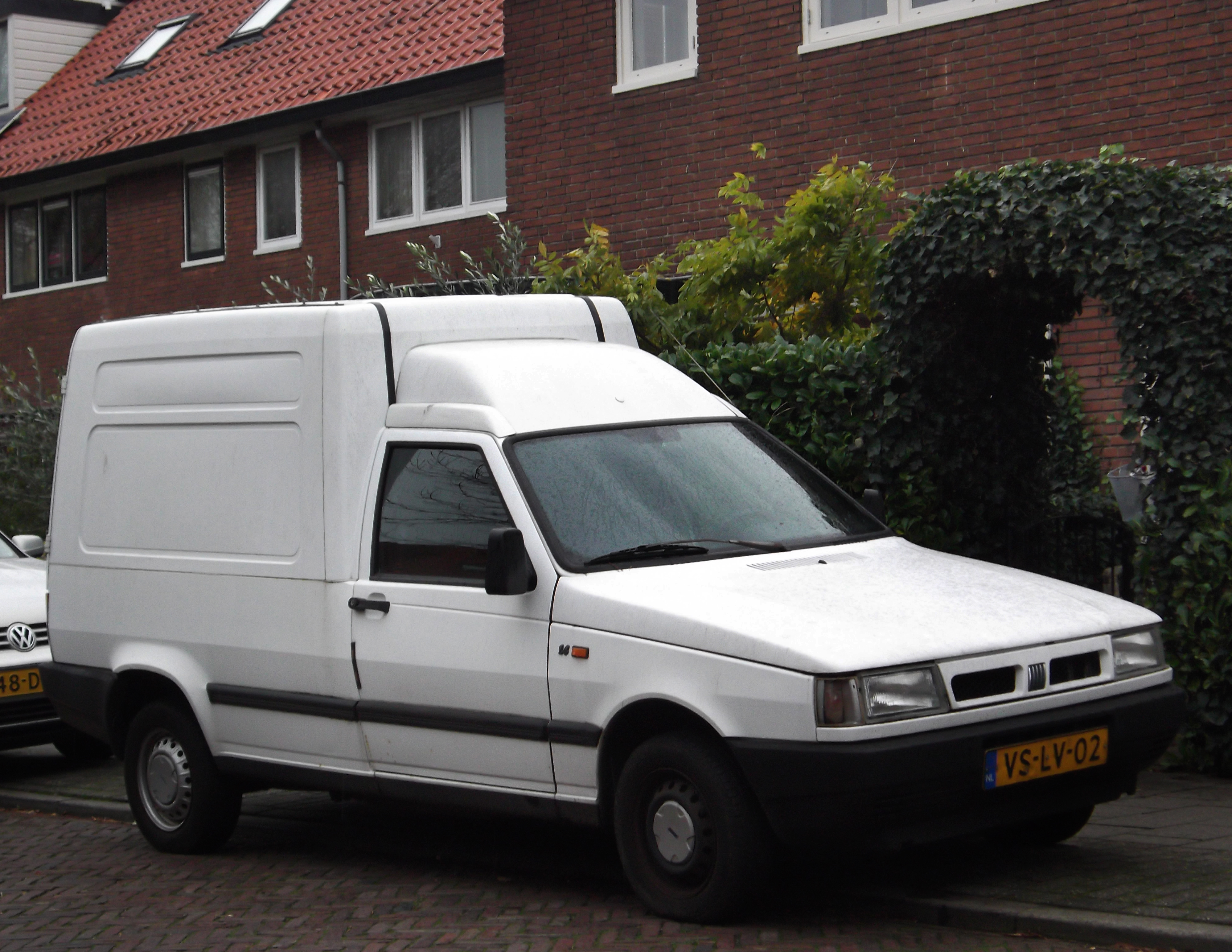
Fiat Fiorino, o furgão do Uno.
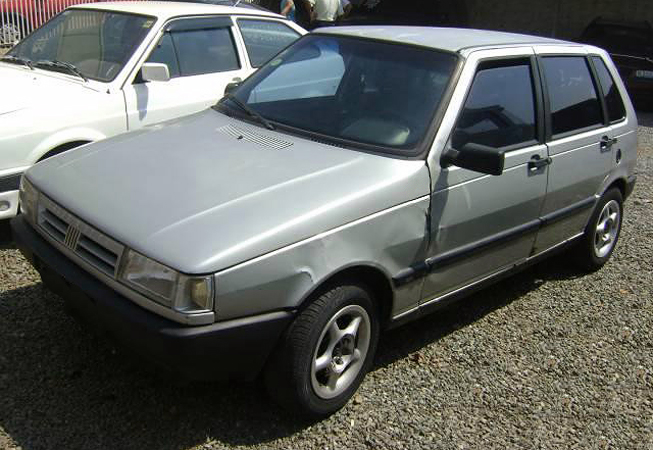
Fiat Uno brasileiro
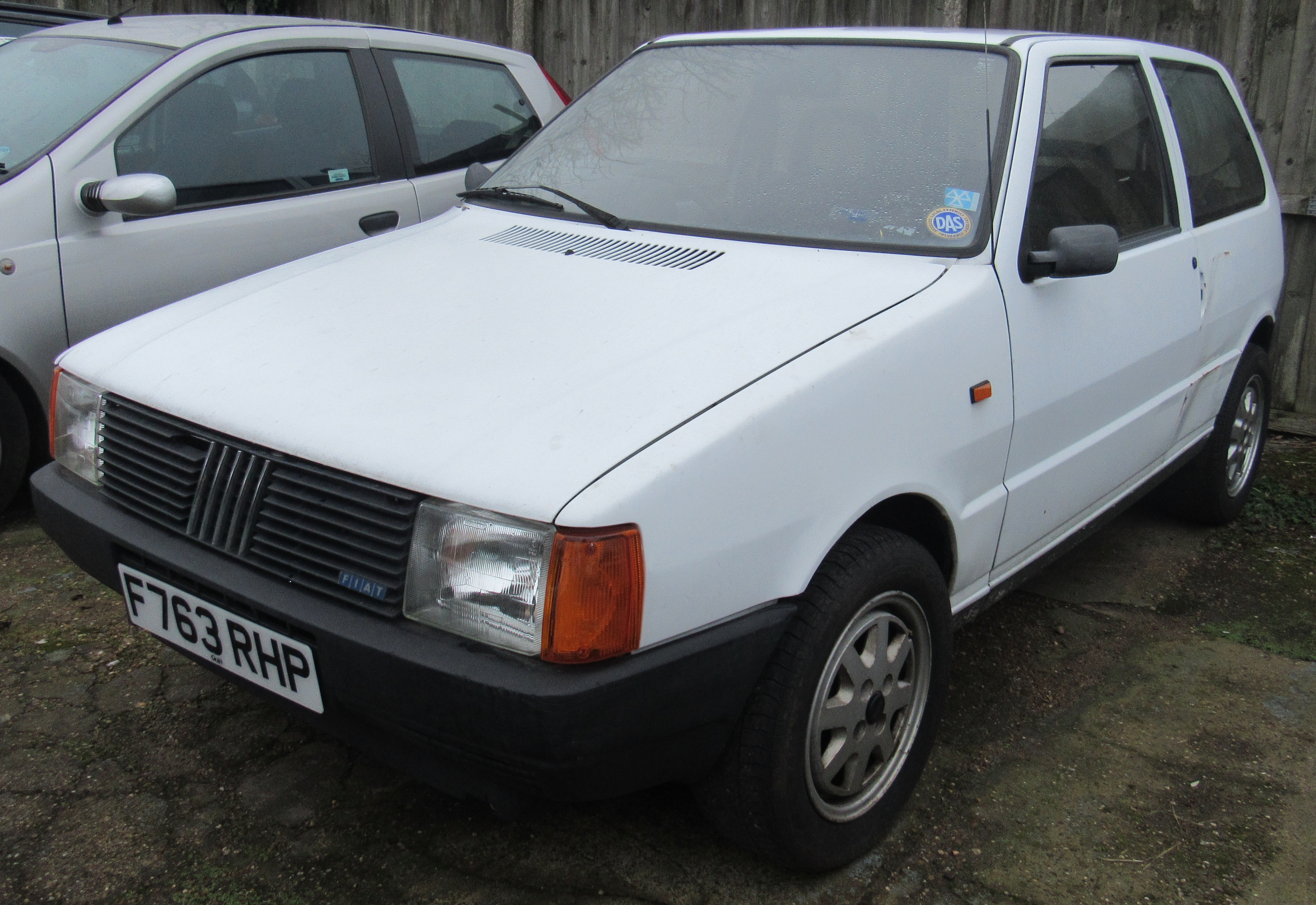
Fiat Uno 45 (somente disponível na europa)
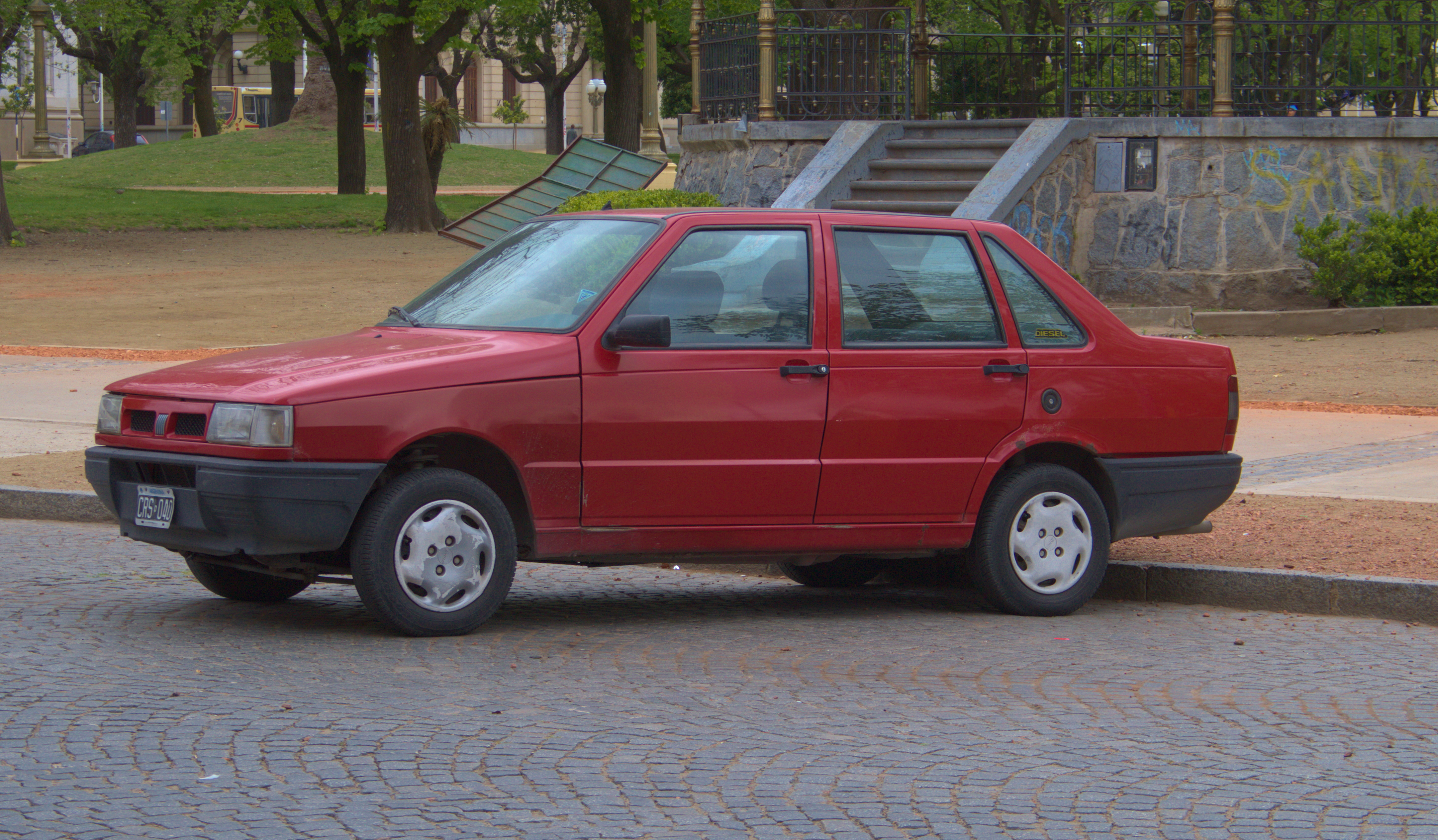
Fiat Prêmio/Duna, o sedan do Uno
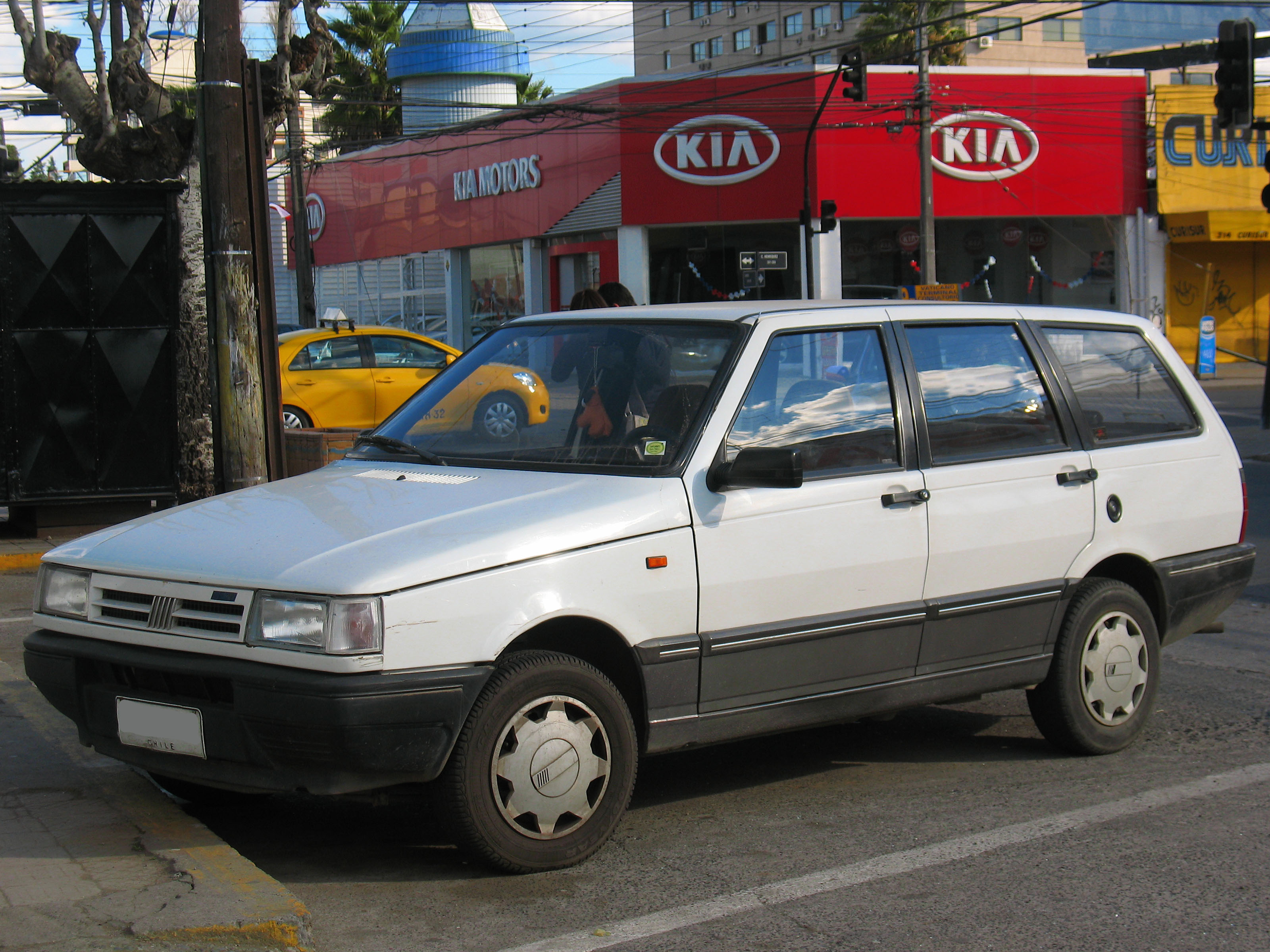
Fiat Elba/Duna Weekend, a perua do Uno
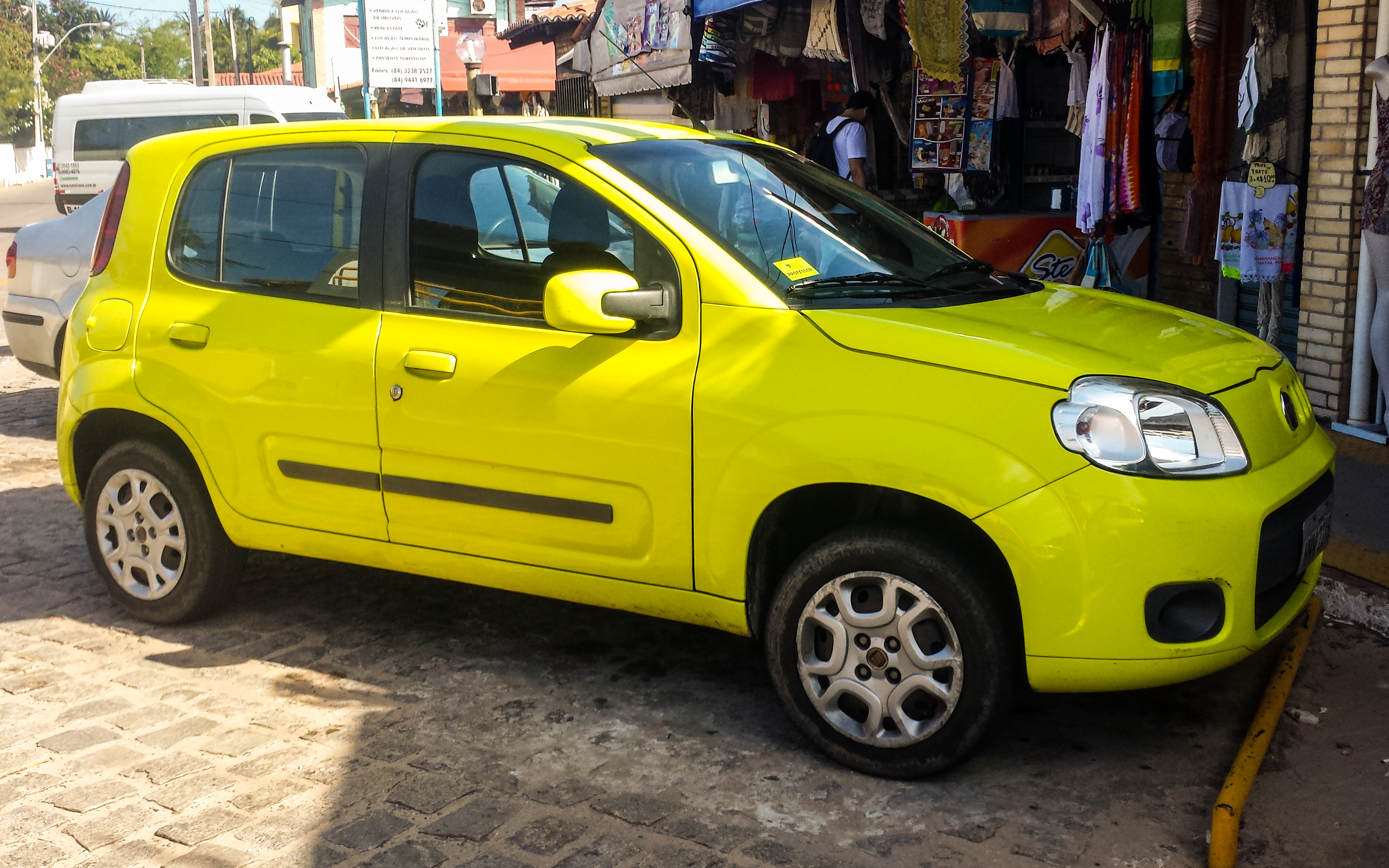
Novo Uno
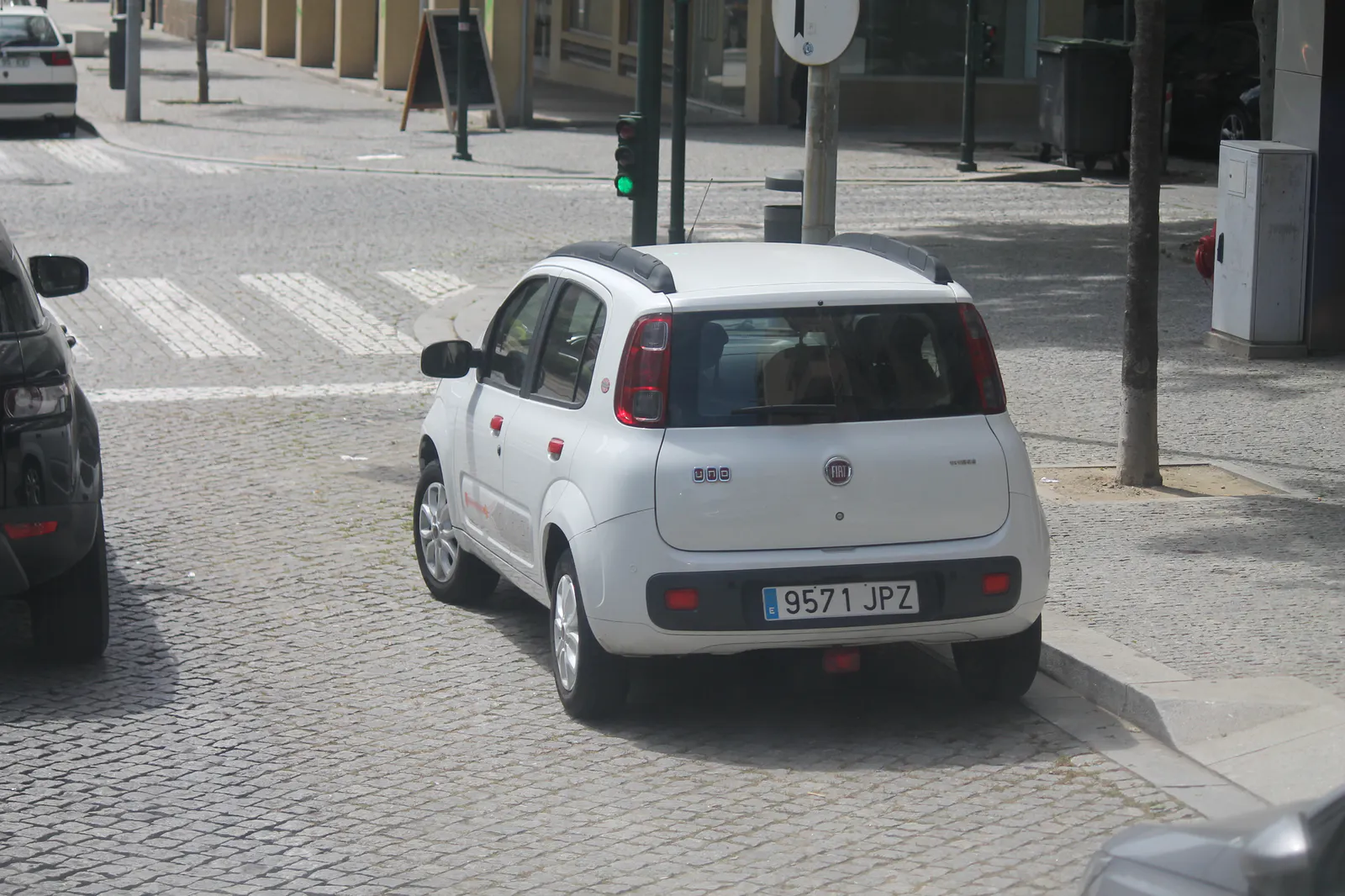
Fiat Uno College